# Юнашки
Юнашки — село в Україні, у Погребищенській міській громаді Вінницького району Вінницької області. Населення становить 203 особи.

## Історія
Під час проведеного радянською владою Голодомору 1932—1933 років померло щонайменше 235 жителів села.
Під час Другої світової війни у другій половині липня 1941 року село як й інші села Погребищенського району було окуповане німецькими військами. Червоною армією село було зайняте 1 січня 1944 року.
12 червня 2020 року, відповідно до розпорядження Кабінету Міністрів України № 707-р «Про визначення адміністративних центрів та затвердження територій територіальних громад Вінницької області», увійшло до складу Погребищенської міської громади.
19 липня 2020 року, в результаті адміністративно-територіальної реформи та ліквідації Погребищенського району, село увійшло до складу Вінницького району.

## Населення
За даними перепису 2001 року кількість наявного населення села становила 203 особи, із них 99,01 % зазначили рідною мову українську.
| Рік            | 1989 | 2001 |
| -------------- | ---- | ---- |
| Кількість осіб | 282  | 203  |

## Відомі особистості
В поселенні народилися:
- Журавель Дмитро Павлович (нар. 1969) — український вчений-аграрій.
- Нечитайло Ігор Дорофійович (нар. 1925) — український графік, педагог.